# Districte municipal d'Alytus
El municipi d'Alytus (en lituà: Utenos rajono savivaldybė) és un dels 60 municipis de Lituània, situat dins del comtat d'Alytus, i que forma part de la regió de Dzūkija. La capital del municipi és la ciutat d'Alytus.
El municipi es va fundar el 1950, i fins al 1953 va formar part del comtat de Kaunas. El 1959, una reorganització hi va incloure les ciutats de Simnas i Daugai. El 1962 es va ampliar encara més, afegint-hi part de l'antic municipi de Jieznas. El 1968 parts del municipi passen als districtes municipals de Prienai i Trakai, i el 1969 una altra part al districte municipal de Varėna.
L'escut d'armes actual del districte municipal d'Alytus va ser anunciat per un decret presidencial del 7 d'agost de 2001.

## Estructura
- 2 ciutats: Daugai i Simnas;
- 3 pobles: Butrimonys, Krokialaukis, Nemunaitis;
- 426 viles